# Буньковское сельское поселение (Тюменская область)
Буньковское се́льское поселе́ние — муниципальное образование в Упоровском районе Тюменской области Российской Федерации.
Административный центр — село Буньково.

## История
Буньковский сельский совет образован в конце 1919 года в Петропавловской волости Ялуторовского уезда. В начале 1924 г. вошел в состав в Суерского района. С 1 января 1932 г. передан в Упоровский район, 1 февраля 1963 г. — в Ялуторовский район, 12 января 1965 г. — в Заводоуковский район, с 30 декабря 1966 г. в Упоровском районе.
Статус и границы сельского поселения установлены Законом Тюменской области от 5 ноября 2004 года № 263 «Об установлении границ муниципальных образований Тюменской области и наделении их статусом муниципального района, городского округа и сельского поселения».

## Население
| 2010  | 2011  | 2012  | 2013  | 2014  | 2015  | 2016  |
| ----- | ----- | ----- | ----- | ----- | ----- | ----- |
| 1240  | →1240 | ↘1236 | ↘1224 | ↗1237 | ↘1228 | ↗1235 |
| 2017  | 2018  | 2019  | 2020  | 2021  |       |       |
| →1235 | ↘1230 | ↘1199 | ↘1190 | ↘1036 |       |       |

## Состав сельского поселения
| № | Населённый пункт      | Тип населённого пункта       | Население |
| - | --------------------- | ---------------------------- | --------- |
| 1 | Буньково              | село, административный центр | 476       |
| 2 | Короткова             | деревня                      | 151       |
| 3 | Поселок Механизаторов | посёлок                      | 197       |
| 4 | Морево                | село                         | 106       |
| 5 | Осеева                | деревня                      | 114       |
| 6 | Петропавловка         | деревня                      | 196       |

Всего на территории нынешнего Буньковского сельского поселения было 9 деревень три из них Ощеулова (1766—1792), Бабановская заимка (1820—1860) и Бугорки (1770—1990) исчезли.